# Aphelodoris
Aphelodoris là một chi sên biển, một nhóm con sên biển mang trần thuộc nhánh Doridacea, là động vật thân mềm chân bụng không vỏ sống ở biển trong họ Discodorididae.

## Các loài
Các loài trong chi Aphelodoris bao gồm:
- Aphelodoris affinis (Eliot, 1907)
- Aphelodoris antillensis (Bergh, 1879)
- Aphelodoris berghi (Odhner, 1924)
- Aphelodoris brunnea (Bergh, 1907) variable dorid
- Aphelodoris cheesemani (Eliot, 1907) (đồng nghĩa của Aphelodoris luctuosa)
- Aphelodoris gigas (Wilson, 2003)
- Aphelodoris greeni (Burn, 1966)
- Aphelodoris juliae (Burn, 1966)
- Aphelodoris karpa (Wilson, 2003)
- Aphelodoris lawsae (Burn, 1966)
- Aphelodoris luctuosa (Cheeseman, 1882)
- Aphelodoris pallida (Bergh, 1905)
- Aphelodoris purpurea (Bergh, 1905)
- Aphelodoris rossquicki (Burn, 1966)
- Aphelodoris rubra  Bergh
- Aphelodoris sp.1 chocolate-chip nudibranch[1]
- Aphelodoris sp.2 brown-spotted nudibranch[2]
- Aphelodoris sp.3 spiky nudibranch[2]
- Aphelodoris varia (Abraham, 1877)

## Hình ảnh

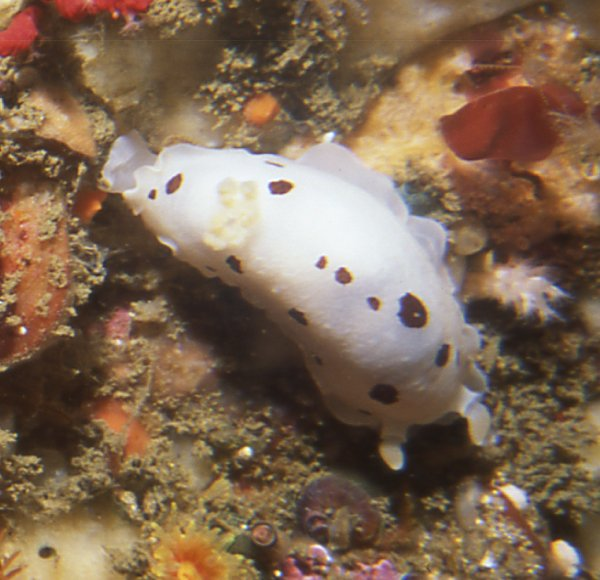
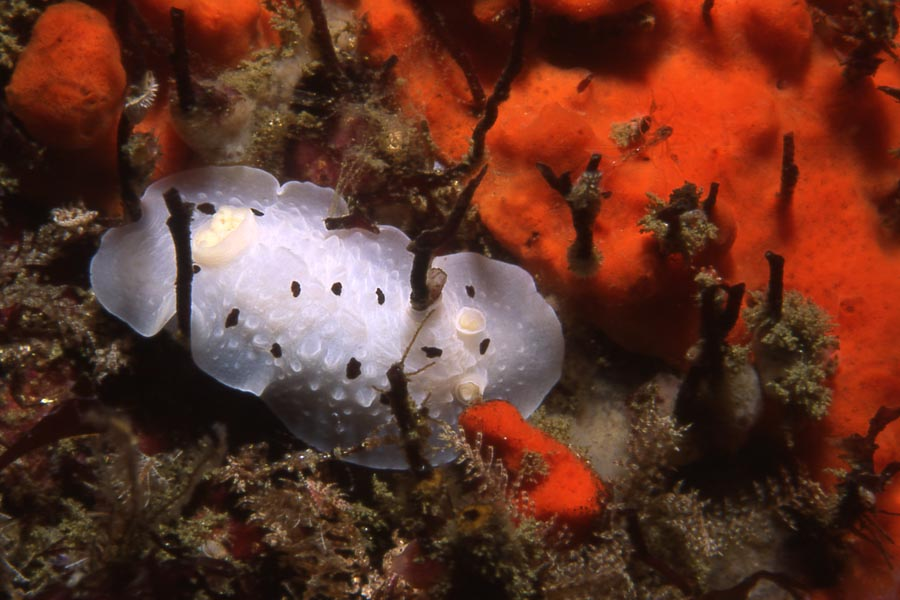
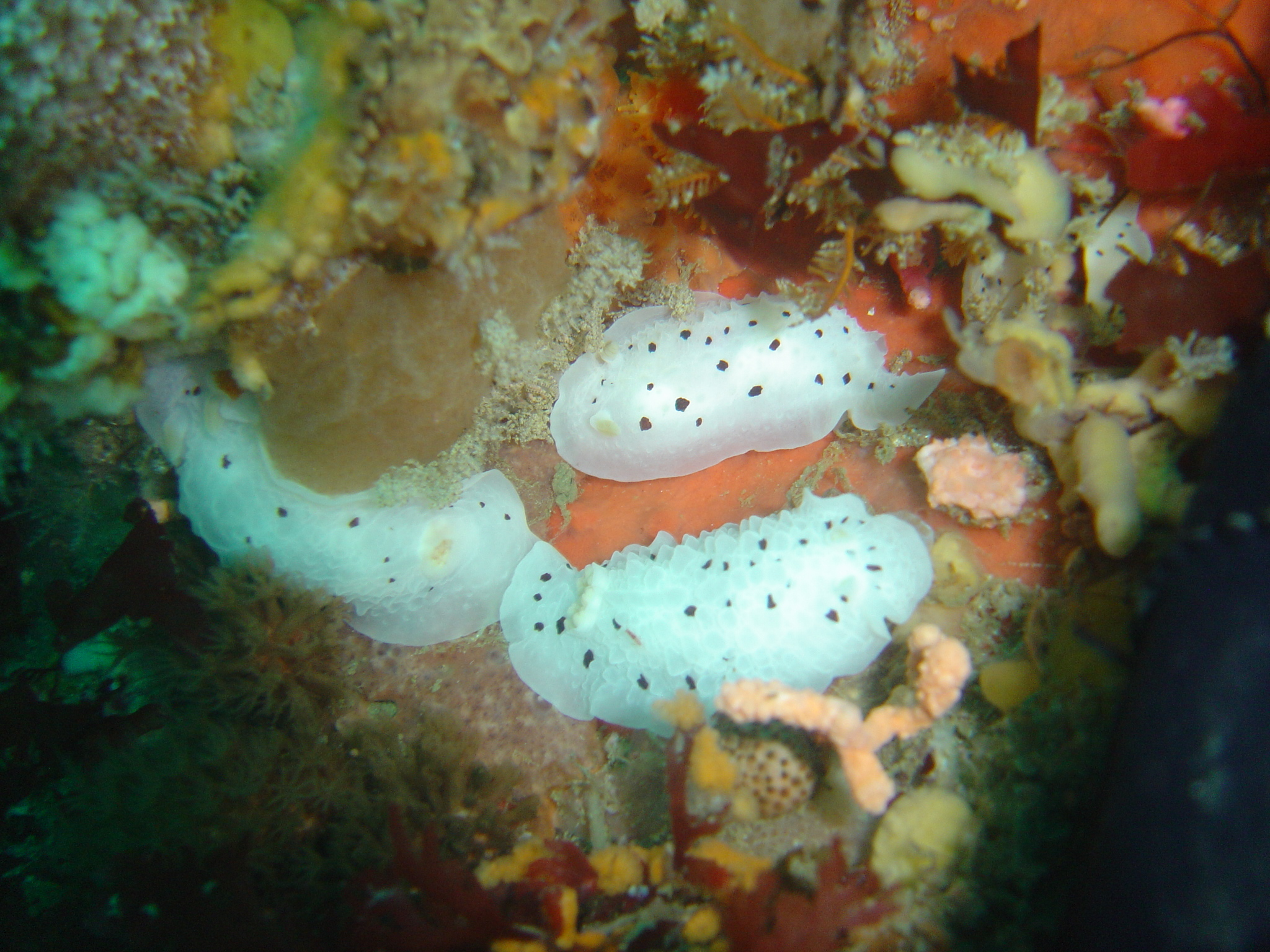